# Bernd Günther (Künstler)

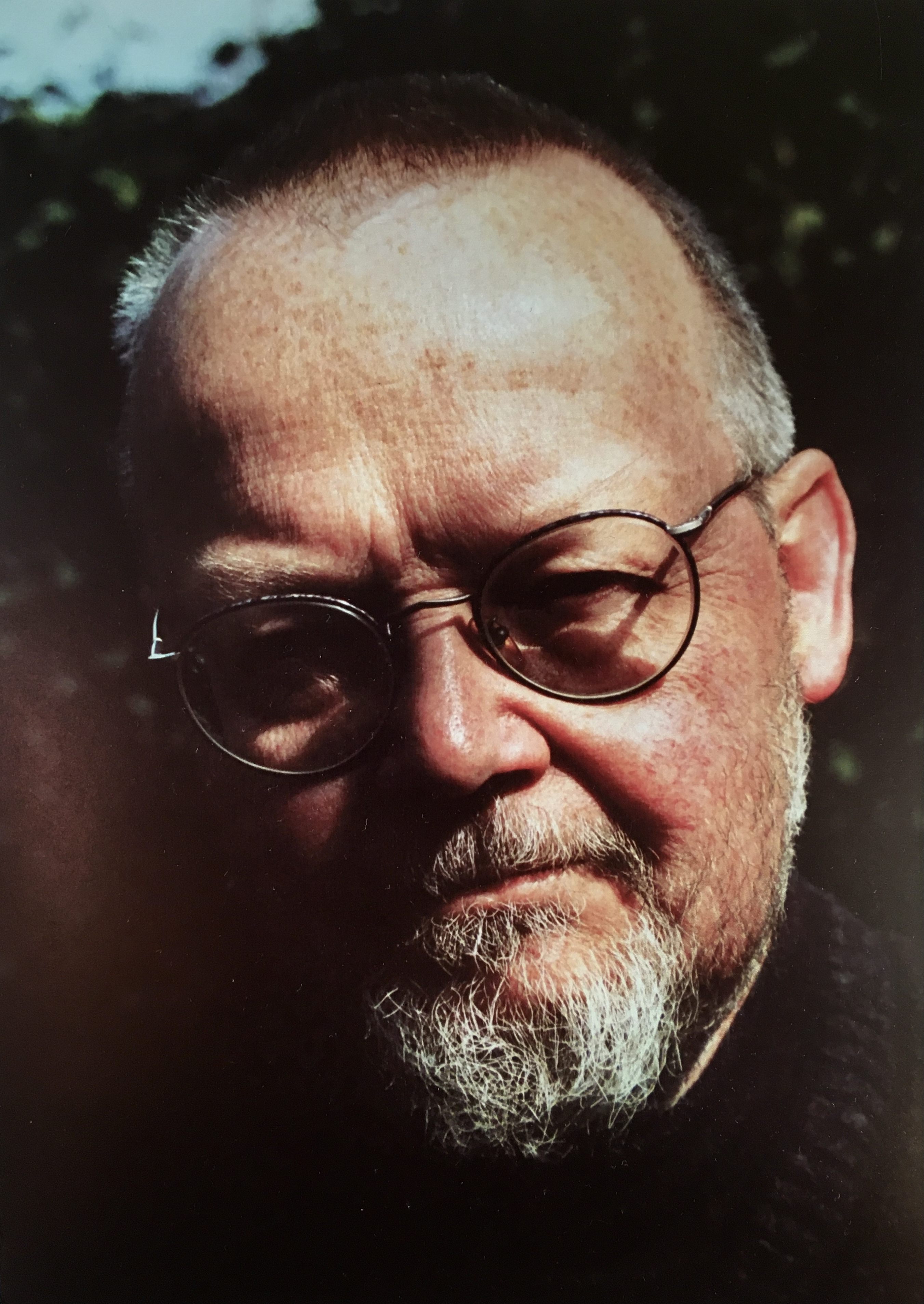
Bernd Günther, 2002

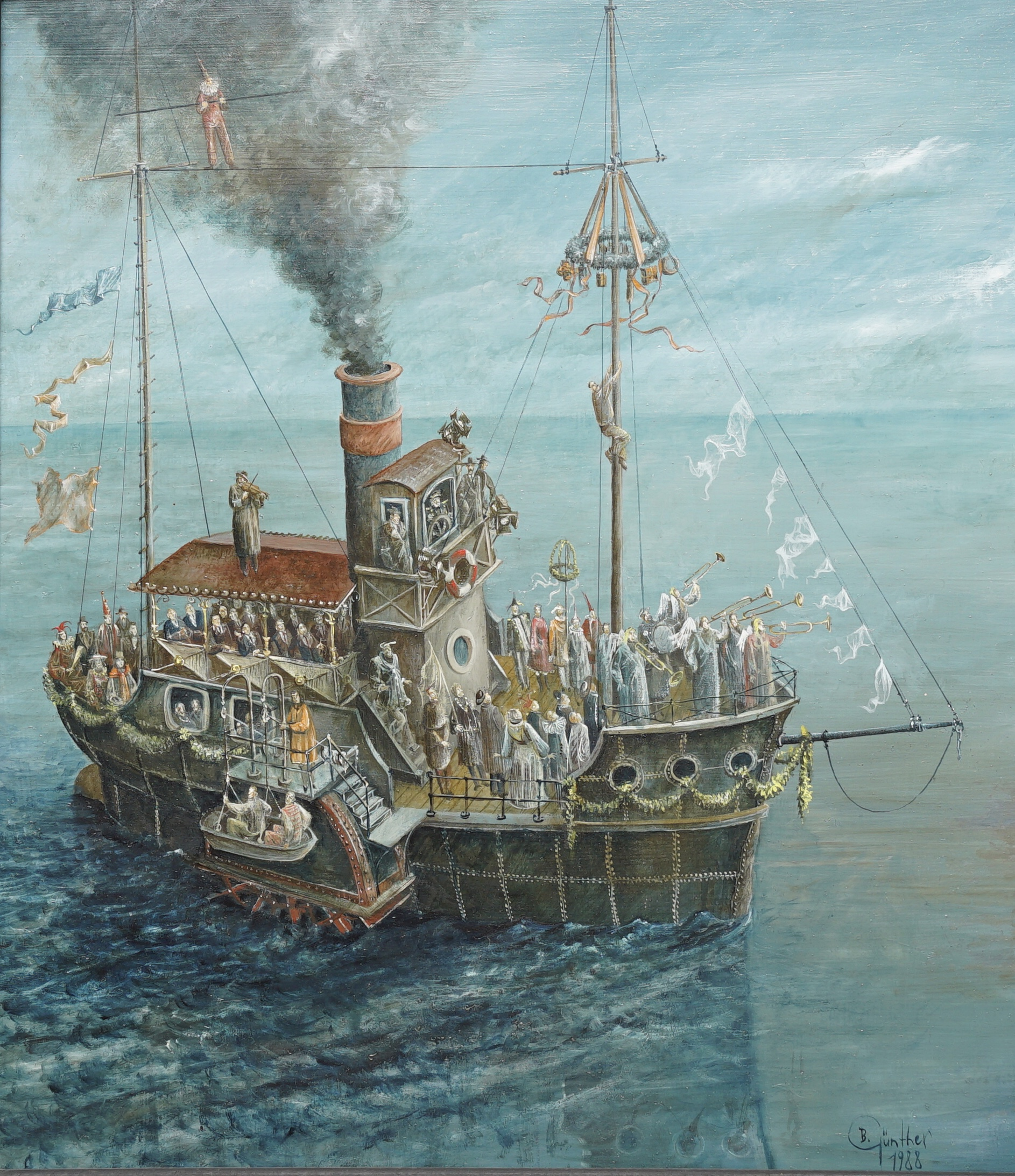
"Narrenschiff" 46 × 40 cm, Öl auf Hartfaser, Bernd Günther 1988

Bernd Günther (* 20. September 1944 in Zwenkau bei Leipzig; † 3. Dezember 2019 in Berlin) war ein deutscher Maler, Grafiker und Buchillustrator.

## Leben
Bernd Günther stammte aus einem einfachen Elternhaus und wuchs in Gaschwitz bei Leipzig auf. 1964 legte er sowohl seine Facharbeiterprüfung als Bergbaumaschinist als auch das Abitur ab. Nach einer Ausbildung zum Dekorateur und Schriftenmaler studierte er von 1970 bis 1975 an der Hochschule für Kunst und Design Halle – Burg Giebichenstein. Als prägend empfand er die Grundlagenvermittlung durch Lothar Zitzmann und Rolf Müller, intensiv beschäftigte er sich mit der Lithografie und der Radierung bei Meinholf Split. 1976 schloss er das Studium mit dem Diplom eines Formgestalters für Möbel- und Ausbaugestaltung ab. Schon während des Studiums entstanden erste Lithografien, Radierungen, Ölbilder und Handzeichnungen. 1976 wurde Bernd Günther Mitglied im Verband Bildender Künstler der DDR, dem er bis 1990 angehörte. Er arbeitete zunächst als angestellter Innenarchitekt. Nach einem Zusatzstudium bei Frank Ruddigkeit, ebenfalls an der Burg Giebichenstein, begann er 1980 seine freiberufliche Tätigkeit als Maler, Grafiker und Buchillustrator in Berlin. 1979 hatte Bernd Günther seine erste eigene Ausstellung in der „Kleinen Galerie“ in Magdeburg, ihr folgten  Ausstellungen und Ausstellungsbeteiligungen im In- und Ausland. In der DDR war er u. a. 1987/1988 in Dresden auf der X. Kunstausstellung der DDR und 1979, 1981, 1983, 1986 und 1989 auf den  Berliner Bezirkskunstausstellungen vertreten.

## Werk
Ganz besondere Kunstwerke sind die Ölbilder von Bernd Günther. Kleinformate, meist auf Hartfaserpappe, malte Bernd Günther seine Befindlichkeiten und Lebenseindrücke in Öl.  
„In Inhalten und Form aktuell, bewegend im Ausdruck, sind sie häufig szenisch gebaut, nehmen den Betrachter ganz selbstverständlich und gesellig ins Bildgeschehen hinein. Sie entbehren weithin künstlerischer Zufälligkeiten, scheinen bis in den Reichtum des Details getüftelt, kalkuliert, liebevoll beobachtet die Einzelheiten, sicher das Gefühl für Körper und Raum. Die Bilder vertragen alles andere als heikle Klassifizierung: naiv, die Kleinformatigkeit erleichtert dem Schöpfer unter anderem die konsequente, subtile akribische Durcharbeitung des Bildgefüges. All das spricht für den Kunstwillen der Persönlichkeit Bernd Günthers, welche Bildideen von frappierender Prägnanz und Vorstellungen von großer Eindringlichkeit erzeugt, poesievoll und ein bißchen träumerisch und märchenhaft allzumal." Eckart Krumbholz
Des Weiteren entstanden unzählige humorvolle Radierungen. Mit viel Liebe zum Detail gestaltete er auch seine Buchillustrationen. So schuf Bernd Günther in der Technik der Radierung das Künstlerkinderbuch Der Tannenbaum von Hans Christian Andersen, sowie die Illustrationen für das Buch Das verzauberte Pferd, herausgegeben von Ludwig Wächter, das auf der Buchmesse in Leipzig 1988 mit der Auszeichnung „Schönstes Buch“ geehrt wurde. Für die Jugendzeitschrift Atze und die Frauenzeitschrift Für Dich zeichnete er Bildgeschichten, z. B. Amalie setzt sich durch und Jenny Marx. Mit über 300 Seiten Comics hat Bernd Günther auch in der Comicgeschichte der DDR seinen Platz.

## Buchillustrationen (Auswahl)
- Ulrich Völkel: Zwei Riesen im Sund. Sagen von der Insel Rügen. Kinderbuchverlag Berlin 1988. ISBN 3-358-00172-5 / ISBN 978-3-358-00172-1
- Hrsg. Ludwig Wächter: Das verzauberte Pferd. Erzählungen aus der Welt des Chassidismus. Aus dem Jidd. von Alexander Eliasberg und Mathias Acher. Verlag Leipzig Koehler & Amelang 1988. ISBN 3-7338-0004-4 / ISBN 978-3-7338-0004-8
- Christian Morgenstern: Ein Schlitten kommt gefahren. Altberliner Verlag 1987. ISBN 3-357-00114-4
- Alfred Könner: Ich fang dir einen großen Fisch. Altberliner Verlag Berlin 1986. ISBN 3-357-00055-5 / ISBN 978-3-357-00055-8
- Hans Christian Andersen: Der Tannenbaum. Kinderbuchverlag Berlin 1986. ISBN 978-3-358-00688-7. (Reihe Kinder-Kunstbuch)